# Willem Claesz Heda
Willem Claesz Heda (Haarlem, 1593~1594 – 1680~1682) è stato un pittore olandese.

## Biografia

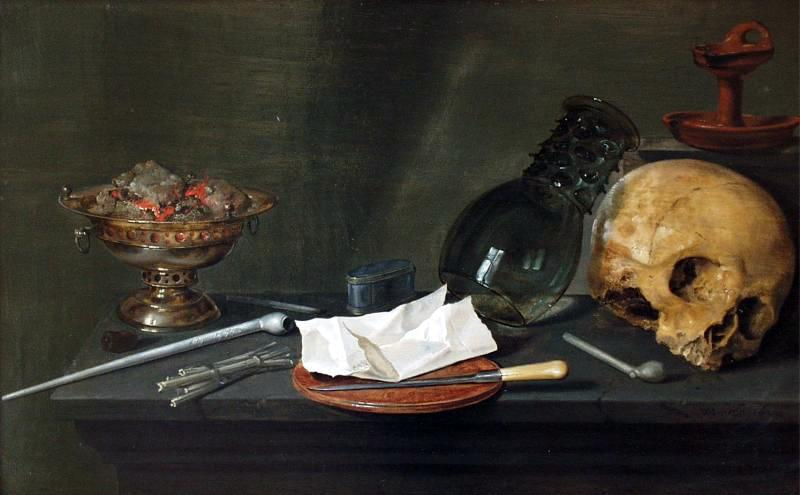
Vanitas, Museo Bredius, L'Aja

Allievo di N. Gillis e forse anche di Floris van Dyck, fu iscritto alla gilda di San Luca di Haarlem nel 1631. Dipinse alcuni ritratti e quadri religiosi, ma è noto soprattutto per le nature morte, consistenti quasi esclusivamente in austere colazioni e pranzi apparecchiati o interrotti. Sin dal 1621 una sua Vanitas, ora al Museo Bredius dell'Aja preannuncia, per la sobrietà competitiva e la sapiente gradazione cromatica, lo stile del pittore durante gli anni trenta. L'arte di Heda, di rara raffinatezza, si fonda sull'armonia tra i grigi (argenteria) e bianchi (tovaglia, bicchieri), fatta risaltare da qualche tocco più colorato, per esempio il giallo di un limone, la cui buccia, avvolta a spirale, introduce un elemento di dinamismo e nel contempo un'allusione simbolica alla fuga del tempo. Così Heda, con la sua predilezione per i toni biondi e argentati, si riallaccia alla corrente monocromista degli anni 1620-1640, che investe anche il paesaggio con Jan van Goyen e Salomon van Ruysdael, la pittura di genere con Codde, Duyster o Palamedesz, la natura morta con un altro grande artista di Haarlem, Pieter Claesz.
Le sue opere sono presenti in molti musei: diverse Nature morte, tra cui quella del 1629 ora al Mauritshuis dell'Aja; quella del 1631 del Gemäldegalerie Alte Meister di Dresda e la contemporanea di Berlino-Dahlem; quelle del 1634 del Museo Boijmans Van Beuningen di Rotterdam e dell'Alte Pinakothek di Monaco di Baviera; quelle del 1637 del Louvre di Parigi e del Museum Mayer van der Bergh di Anversa; quelle del 1638 del Hamburger Kunsthalle di Amburgo e del Musée des beaux-arts di Besançon; quella del 1642 del Rijksmuseum di Amsterdam; quella del 1656 ora a Budapest.